# Marcus Claudius Marcellus (consul en -166)
Pour les articles homonymes, voir Claudius Marcellus.
Marcus Claudius Marcellus est un homme politique romain du IIe siècle av. J.-C.

## Biographie
Petit-fils de Marcus Claudius Marcellus, il est élu trois fois consul en 166 av. J.-C., en 155 av. J.-C. et en 152 av. J.-C. Durant ses consulats, il fait preuve d'une attitude modérée à l'égard des Celtibères.
Lors de sa préture en 169 av. J.-C., il déduit la colonie romaine de Corduba près d'une localité pré-romaine.